# 王洼镇
王洼镇，是中华人民共和国宁夏回族自治区固原市彭阳县下辖的一个乡镇级行政单位。

## 行政区划
王洼镇下辖以下地区：
煤矿社区、北洼村、李寨村、路寨村、石岔村、山庄村、孙阳村、邓岔村、李岔村、李洼村、尚台村、花芦滩村、陡沟村、王洼村、赵沟村、姚岔村、梁壕村、杨寨村、团庄村、马掌村和崖堡村。